# Хюненберг
Хюненберг (нем. Hünenberg ZG) — коммуна в Швейцарии, в кантоне Цуг.
Население составляет 8 193 человека (на 31 декабря 2006 года). Официальный код — 1703.
В городе расположена штаб-квартира одного из трёх промышленных подразделений Tetra Laval — Sidel.